# Vaga de les mistaires
La vaga de les mistaires va ser una acció sindical de les dones que treballaven a la fàbrica de llumins Bryant & May a Bow, un districte del East End de Londres, per protestar contra les males condicions laborals que se'ls imposaven. En particular, van denunciar les jornades laborals de catorze hores, els baixos salaris, les multes arbitràries i les greus malalties provocades per l'ús del fòsfor blanc, especialment la osteonecrosi dels maxil·lars. Aquesta vaga va marcar la història social britànica en la mesura en què va ser la primera liderada per treballadores no qualificades.

## Causes
La vaga va ser causada per les condicions de treball, incloent jornades laborals de catorze hores, salaris deficients, multes excessives i les greus complicacions de salut que implicava treballar amb al·lòtrops de fòsfor blanc, la qual cosa provocava fosfornecrosi, també coneguda com mandíbula fosfòrica. Encara que la raó immediata de la vaga va ser l'acomiadament d'una de les treballadores al voltant del 2 de juliol de 1888.
L'activista social Annie Besant es va involucrar en aquesta reivindicació i va publicar un article en el seu setmanari The Link el 23 de juny de 1888, on denunciava la situació d'aquestes treballadores, fet que va enfurir la gerència de Bryant & May, la qual va intentar que les treballadores signessin un document que contradeia l'article, a la qual cosa s'hi van negar. Això va comportar l'acomiadament d'una treballadora, fet que va desencadenar la vaga, amb aproximadament 1.400 dones i nenes que es van negar a treballar al final del primer dia. La direcció es va oferir ràpidament a readmetre a la treballadora acomiadada, però les dones van exigir altres concessions, en particular en relació amb les multes injustes que es deduïen del salari. Una delegació de dones va acudir a la direcció però no va quedar satisfeta amb la seva resposta. El 6 de juliol, tota la fàbrica havia deixat de funcionar.

## Resolució
Una delegació, liderada per Sarah Chapman va anar a veure Besant per demanar-li ajuda ja que la vaga va deixar les dones sense treball i sense cap mitjà de suport econòmic. Besant va mediar en les reunions amb la direcció i es van formular els termes en una reunió el 16 de juliol, entre les condicions exposades per acabar la vaga estaven que les multes i les deduccions pel cost dels materials havien de ser abolides i a més que a partir d'aleshores les queixes podrien ser traslladades directament a la gerència sense haver d'involucrar-hi els capatassos, els quals havien impedit en repetides ocasions que la gerència s'assabentés de queixes anteriors. A més, i molt important, s'hauria d'habilitar una habitació separada per a menjar on els aliments no es contaminessin amb fòsfor. Aquests termes van ser acceptats i la vaga va acabar.
El 1908, la Cambra dels Comuns, i seguint les recomanacions de la Convenció de Berna del 1906, va aprovar una llei que prohibia l'ús de fòsfor blanc en la fabricació de llumins a partir del 31 de desembre de 1910.

## Llegat
El 2022, l'English Heritage va anunciar que la vaga de les mistaires es commemoraria amb una placa blava en el lloc de l'antiga fàbrica de Bryant & May a Bow, Londres. La placa va ser descoberta el 5 de juliol de 2022, per l'actriu Anita Dobson, besnéta de Chapman.
El 2022 i amb motiu del 125 aniversari de la vaga de dones mistaires, es va celebrar el 6 de juliol, a Londres, el primer Festival de les mistaires. La historiadora Louise Raw, va publicar el llibre Striking a light: the matchwomen and their place in history (Encenent un llum: el lloc de les mistaires en la història) en el qual narra la història d'aquestes pioneres en el moviment obrer.
La pel·lícula Enola Holmes 2, interpretada per l'actriu Hannah Dodd, proporciona un relat fictici dels orígens de la vaga de les mistaires, en les quals tant el personatge principal com el seu germà Sherlock hi acaben involucrats.